# ISO 3166-2:IO
Pour un article plus général, voir ISO 3166-2.
 (juillet 2024).

Territoire britannique de l'océan Indien

ISO 3166-2:IO est l'entrée pour le Territoire britannique de l'océan Indien dans l'ISO 3166-2, qui fait partie du standard ISO 3166, publié par l'Organisation internationale de normalisation (ISO), et qui définit des codes pour les noms des principales administration territoriales (ex. : provinces ou États fédérés) pour tous les pays ayant un code ISO 3166-1.
Le Territoire britannique de l'océan Indien sont un territoire britannique d'outre-mer sous souveraineté du Royaume-Uni.
Actuellement aucun code ISO 3166-2 n'est défini pour le Territoire britannique de l'océan Indien.
Le territoire est officiellement assigné au code ISO 3166-1 alpha-2 IO.

## Code réservé
Le codet« DG » (en relation avec Diego Garcia), est requis par l’Union internationale des télécommunications (UIT) ; il est réservé à titre exceptionnel.